# Dancz Nina
Dancz Nina, született Dancz Anna (Arad, 1855. – Budapest, Terézváros, 1896. május 12.) színésznő.

## Élete
Apja Dancz Ferenc (Károlyfehérvár, 1820 – Kisújszállás, 1875. aug. 20.) színész, vidéki színigazgató, 1848-as honvéd, anyja Kovács Anna volt. Színészgyermek lévén már három éves korában játszott a kolozsvári színpadon, majd működött a kassai, aradi, nagyváradi, miskolci színpadokon. Pályáját naivaként kezdte és szerte az országban értéket jelentett a neve. 1875. május 26-án vendégként fellépett a Nemzeti Színházban, a Csók című darab Maritta szerepében. Ezután Kolozsvárra hívták, majd onnan a Népszínházhoz szerződött. Később, bátyjával Dancz Lajossal színigazgatásba fogott, de kísérletük kudarccal végződött. 1876-ban ezért megvált a színpadtól. 1877. március 3-án feleségül ment Herczegh Bertalan Hont vármegyei főszolgabíróhoz. Ugyanezen év március 1-én átmenetileg búcsút mondott a színészetnek, ám az 1880-as években fellépett Krecsányi Ignác, Aradi Gerő és Jakab Lajos társulataival. Halálát tüdővész okozta.

## Főbb szerepei
- Cordélia (Shakespeare: Lear király)
- Eszter (Csiky Gergely: Cifra nyomorúság)
- Mezei Laura (Szigeti József: Okos bolond)

## Családja
Férje Herczegh Bertalan volt.
Gyermekei:
- Herczegh Sándor
- Herczegh Béla Elek Bertalan (1880–?) pénzügyi számellenőr.
- Herczegh Anna Gabriella (1885–?)